# Neudorf-Bornstein
Neudorf-Bornstein (dänisch Nytorp-Bornsten; plattdeutsch: Niedörp-Bornsteen) ist eine Gemeinde im Kreis Rendsburg-Eckernförde in Schleswig-Holstein.

## Geografie

### Geografische Lage
Das Gemeindegebiet von Neudorf-Bornstein liegt, eingebettet in den Naturraum Schwansen, Dänischer Wohld (und Amt Hütten) (Haupteinheit Nr. 701), einem Teilbereich des Schleswig-Holsteinischen Hügellandes, auf der an zweiter Stelle genannten Ostsee-Halbinsel zwischen Eckernförder Bucht sowie Kieler Förde.  Im Gemeindegebiet fließt der Bach Hülkenbek, der am Rande von Revensdorf im Gemeindegebiet von Lindau in die Alte Eider mündet.

### Ortsteile
Die Gemeinde umfasst siedlungsstatistisch neben den im Gemeindenamen zusammengeführten Wohnplätzen Neudorf und Bornstein (eine Streusiedlung) ebenfalls die Gutssiedlungen Behrensbrook und Rothenstein, außerdem die Hof-/Höfesiedlungen Achterkamp, Hülken, Lammsrade, Schrödersbek, Sprengel und Violenburg als weitere Ortsteile.

### Nachbargemeinden
Das Gebiet der Gemeinde Neudorf-Bornstein wird eingefasst von selbigen der Gemeinden:
| Altenhof |                                             | Noer    |
| Holtsee  | Kompassrose, die auf Nachbargemeinden zeigt | Osdorf  |
|          | Lindau                                      | Gettorf |

## Geschichte
Von 1967 bis 1970 wurden im Gemeindegebiet die sogenannten Fürstengräber entdeckt. Dabei handelt es sich um Gräber von Angehörigen einer hochrangigen germanischen Bevölkerungsgruppe aus der jüngeren Römischen Kaiserzeit (3. Jahrhundert n. Chr.).

## Politik

### Gemeindevertretung
Bei der Kommunalwahl am 14. Mai 2023 wurden insgesamt elf Sitze vergeben. Die CDU erhielt sieben Sitze und die SPD vier Sitze.

### Bürgermeister
2013 wurde die bis dahin tätige Bürgermeisterin Birgit Hackmann (SPD) von Claus Biehl (CDU) abgelöst.
Im November 2019 hat Christoph Arp (CDU) das Bürgermeisteramt von Claus Biehl (CDU) übernommen.

### Wappen
Blasonierung: „Von Gold und Rot im Wellenschnitt geteilt, oben ein grünes Giebelbrett mit einer rautenförmigen goldenen Fensterluke, unten ein aus Werkstein gemauerter silberner, blau gefüllter Brunnen mit breitem Rand.“

## Wirtschaft und Infrastruktur

### Bildung
Die Gemeinde Neudorf-Bornstein verfügt über eine Grundschule in privater Trägerschaft der gemeinnützigen Privatschule Mittelholstein gGmbH in Rendsburg. Sie übernahm die Verantwortung zum Schuljahr 2013/2014.

### Verkehr
Durch das Gemeindegebiet von Neudorf-Bornstein führt die Bundesstraße 76 von Eckernförde nach Kiel.
Nahezu in Parallellage zur Bundesstraße durchzieht die Bahnstrecke Kiel–Flensburg das Gemeindegebiet. Hier verkehren im SPNV des Nahverkehrsverbunds Schleswig-Holstein der RE 72 und die RB 73.
Die nächstgelegenen Bahnstationen befinden sich in Gettorf und Eckernförde.

## Bilder

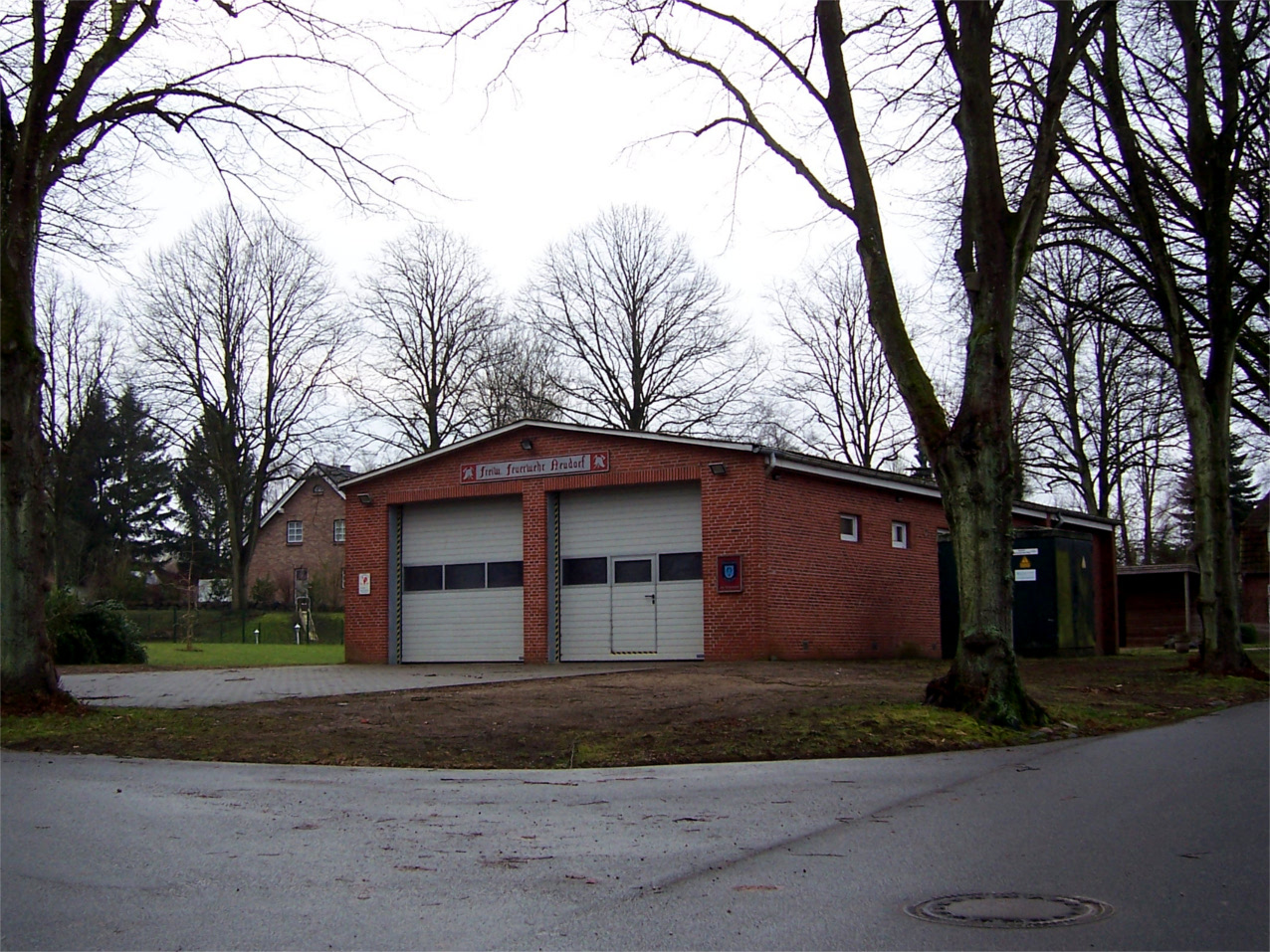
Neudorf, Feuerwehrhaus
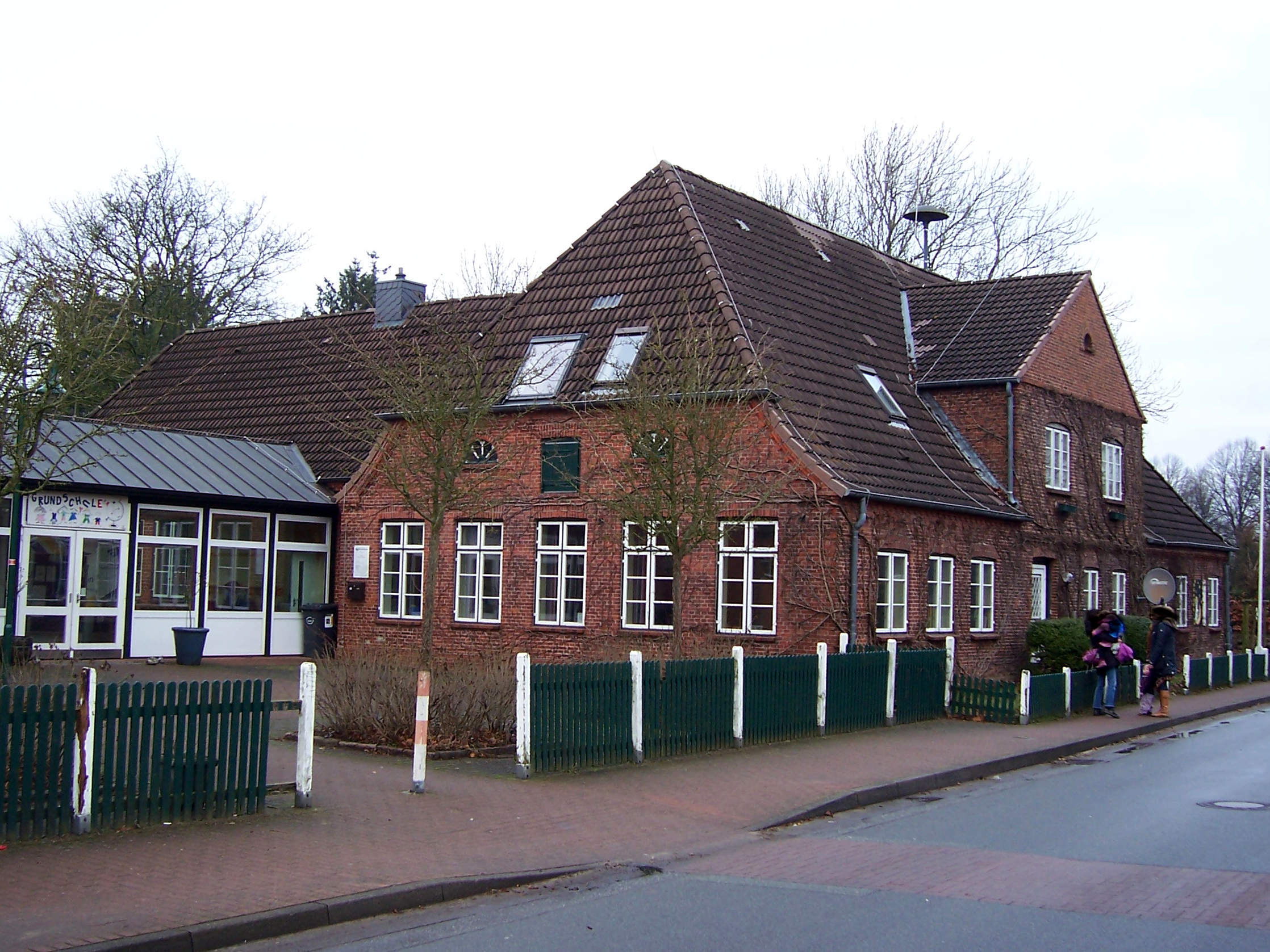
Neudorf, Schulgebäude
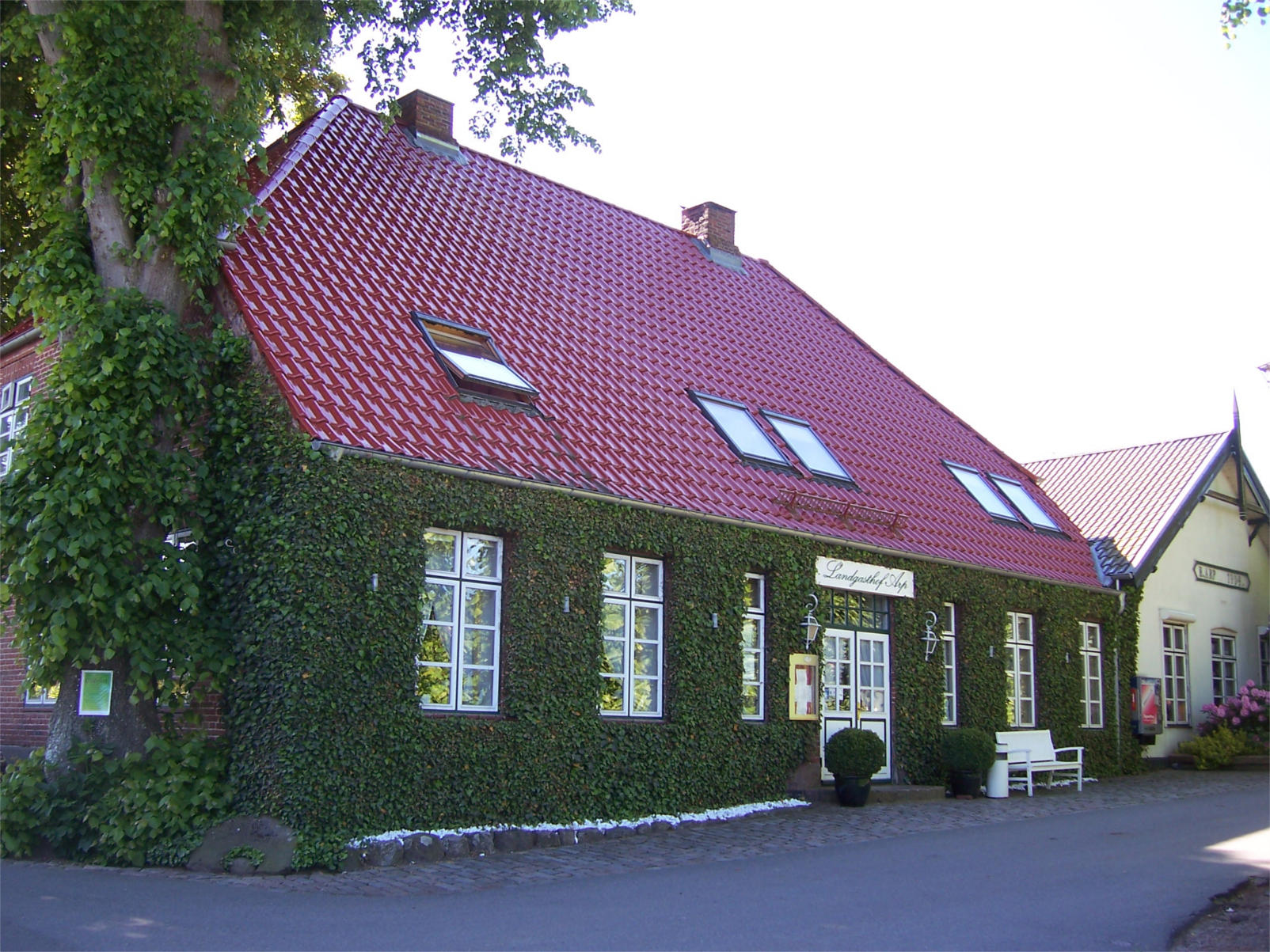
Bornstein, Landgasthof Arp